# ハードボイルド2
ハードボイルド2とはサミーが2001年に製造・販売したパチスロ機。

## 概要
2008年11月に後継機となる5号機『Hard Boiled -グリフォンの幻影-』が、2022年10月にはサミークラシックブランドとして、6.5号機Sパチスロハードボイルドが発売された。

## 内部システム

### ボーナス
ビッグボーナスはノーマルビッグとハイパービッグの2種類を搭載。ノーマルビッグは15枚役のアシストがないため獲得枚数は約380枚。ただしノーマルビッグ中にリプレイハズシに成功すると、その度に15枚役のナビが発生する（最大4回）。ハイパービッグは15枚役の完全ナビがあるため獲得枚数は約600枚。

### AR
ビッグボーナス後に1/2の確率でアシストリプレイタイムに突入する。通常は150ゲームで終了するが、1/116(ART突入の1/58)の確率で1000ゲーム継続する。AR1000に当選したら画面にエイリやんが出現する。AR終了後に成立したボーナスを全て放出し、ビッグボーナスはすべてハイパービッグになる。

## ゲーム機
- オンラインゲームサイト『777town.net』にてプレイが可能である。
- 携帯サイト『サミー777タウン』にてプレイが可能である。